# Hạc đính chàm
Hạc đính chàm (danh pháp: Phaius indochinensis) là một loài thực vật có hoa trong họ Lan. Loài này được Seidenf. & Ormerod mô tả khoa học đầu tiên năm 1995.